# Rueil-Malmaison

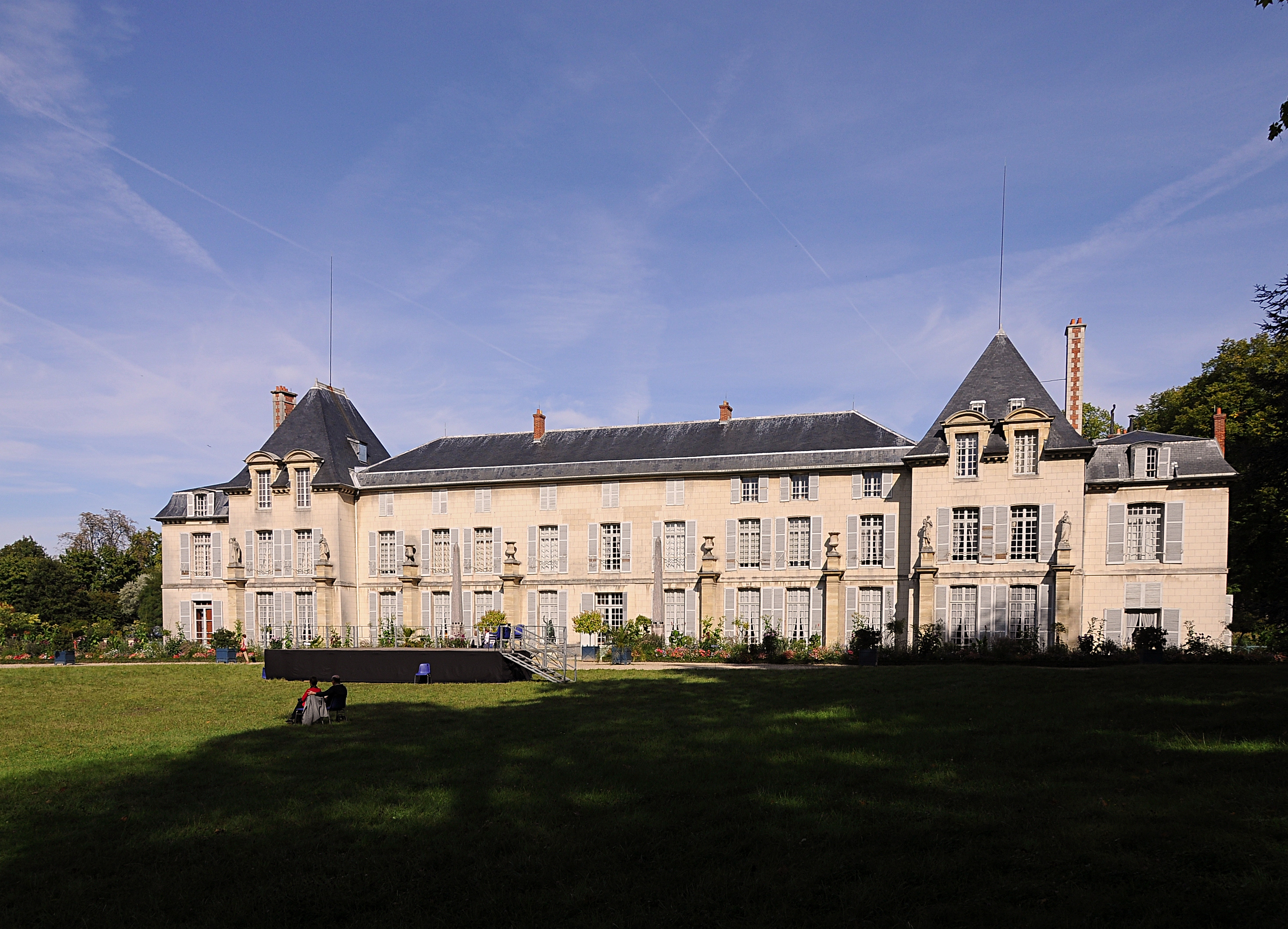

Rueil-Malmaison este un oraș în Franța, în departamentul Hauts-de-Seine, în regiunea Île-de-France, la vest de Paris. Orașul este înfrățit cu orașul Timișoara din România. Orașul găzduiește școala École nationale supérieure du pétrole et des moteurs.

## Personalități născute aici
- Jean Dujardin (n. 1972), actor, regizor.